# Mewing

El mewing és una tècnica que pretén millorar l'estructura de la mandíbula i la cara. Mike i John Mew, dos ortodoncistes anglesos, van idear la tècnica com a part d'una pràctica anomenada orthotropics. Consisteix en col·locar la llengua al paladar i fer-hi pressió, amb l'objectiu de modificar l'estructura de la mandíbula. Això no obstant, cap investigació científica no n'ha demostrat mai l'eficàcia. Des del 2019,el mewing ha rebut certa cobertura mediàtica a causa de la seva viralitat a les xarxes socials a internet, especialment en el marc de les subcultures incel i looksmaxxing.
La tècnica s'ha emprat també com a mem d'internet: en referència a l'aparició d'una fotografia de Donald Trump del 2023, el periodista Bindu Bansinath va escriure «potser fa mewing per a una millor definició».